# Indica
Indica – fiński zespół założony w 2001 roku. Muzykę zespołu oraz słowa piosenek, pisane przez Jonsu, cechują poetyckie teksty, często nawiązujące do natury, elementy snów, zawierające dużo melancholii i mistyki. Indica jest zaliczana do pop rocka, rocka alternatywnego bądź rocka gotyckiego. Krytycy w Finlandii określili ich muzykę jako mistyczny, romantyczny pop rock. Zespół ma na koncie jedną platynową płytę i dwie złote. Od 2010 roku zespół wykonuje piosenki w języku angielskim.

## Skład grupy
- Johanna Salomaa „Jonsu” – wokal prowadzący, skrzypce, gitara, instrumenty klawiszowe
- Heini Säisä – gitara basowa, wokal wspierający
- Sirkku Karvonen – instrumenty klawiszowe, klarnet, wokal wspierający
- Jenny Julia – gitara, wokal wspierający
- Laura Häkkänen – perkusja

## Kariera

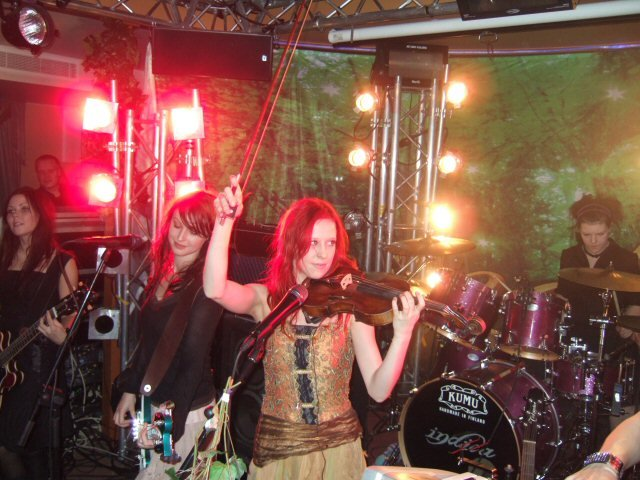
Indica, 2006

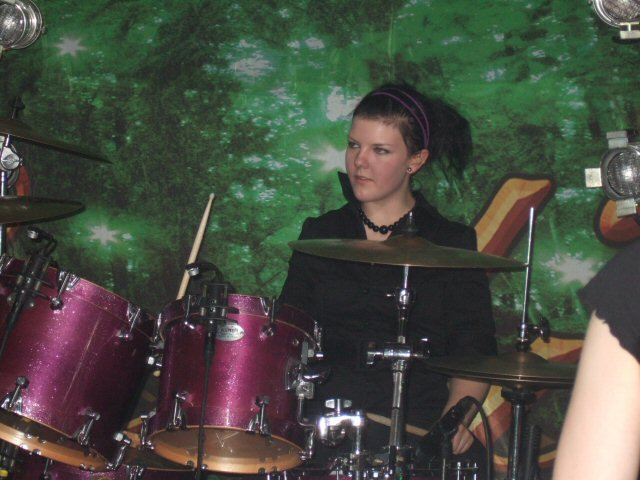
Laura, perkusja

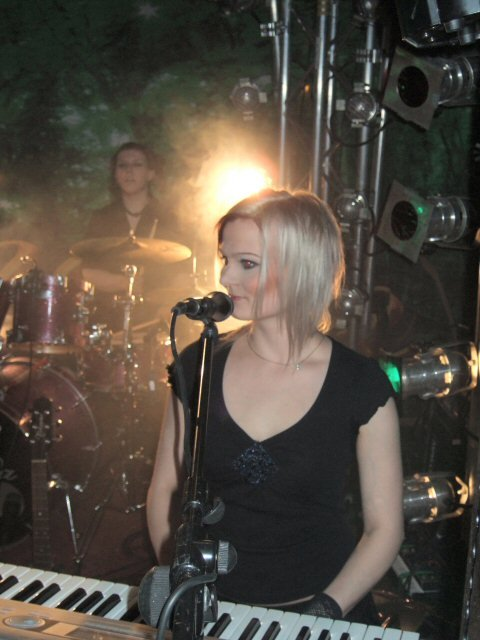
Sirkku, keyboard

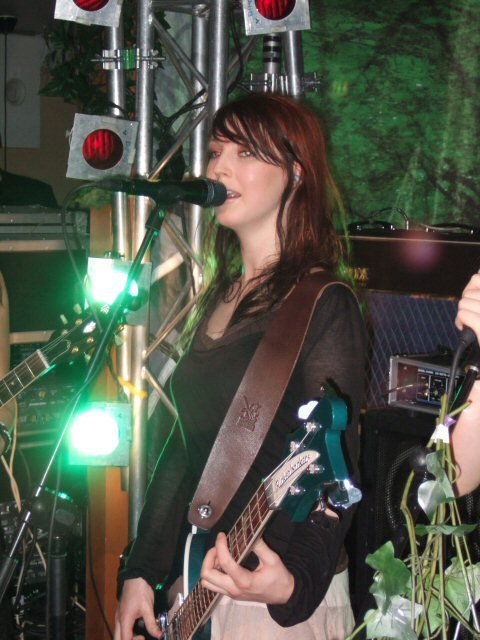
Heini, bas

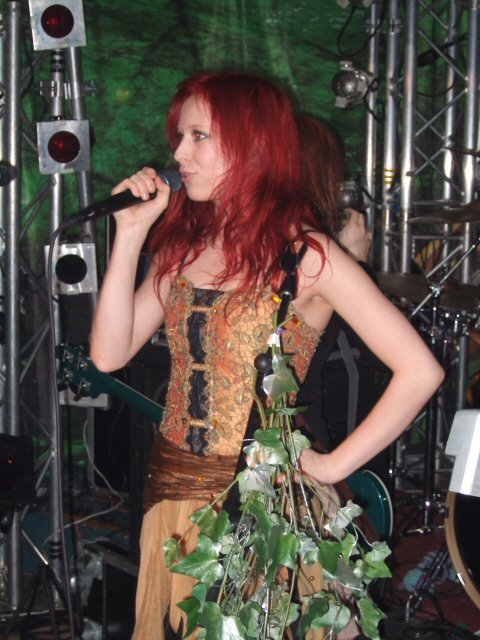
Johanna Jonsu Salomaa, wokal

### Początek (2001–2003)
Indica została stworzona w 2001 roku, przez pięć koleżanek ze szkoły muzycznej. Jonsu (wokal, skrzypce) i Heini (bas, wokal wspierający), grające razem w orkiestrze, założyły własny zespół. Nieco później doszła do nich Sirkku (instrumenty klawiszowe, wokal wspierający) oraz Laura (perkusja) i Jenny (gitara, wokal wspierający). Początkowo nazwą grupy miało być Indigo Blue, ale w Finlandii istniał już taki zespół, więc zmieniono ją na bardziej dziewczęcą wersję – Indica.
W grudniu 2002 roku, na jednym z koncertów Indica została dostrzeżona przez Petera Kokljuschkina, który został ich menadżerem. Rok później, wiosną 2003 roku zespół podpisał umowę z Sony BMG Music Entertainment i wytwórnią Columbia.

### Ikuinen Virta (2004)
Produkcją debiutanckiego albumu zajęli się wspólnie: Gabi Hakanen i Erno Laitinen. 26 marca 2004 roku został wydany pierwszy singiel zespołu: Scarlett. Zajął on 14. miejsce w fińskiej liście przebojów i utrzymał się na niej przez pięć tygodni. Do utworu nakręcono klip wideo, reżyserią zajął się Kusti Manninen. Słowa odwołują się do powieści: „Przeminęło z wiatrem”, a tytułowa Scarlett to Scarlett O’Hara. Utwór opowiada o Scarlett patrzącej jak odjeżdża Rhett.
Premiera albumu miała miejsce 19 kwietnia 2004 roku. Na liście przebojów zajął on miejsce 4, utrzymując się na niej przez trzydzieści tygodni. W tym samym roku album otrzymał certyfikat złotej płyty, a dwa lata później platynowej. Zespół ruszył w trasę koncertową po Finlandii. Krytycy określili muzykę zespołu jako mistyczny, romantyczny pop-rock. Dzięki sukcesowi Ikuinen Virta wydano jeszcze tytułowy singiel wraz z teledyskiem oraz dwa promo: Vettä Vasten i Ihmisen Lento.
Pierwotna wersja albumu zawierała link do sekretnej strony zespołu, gdzie można było pobrać bonusowe piosenki: Odotan i Unten maa, teledysk do piosenki Scarlett oraz zdjęcia zespołu. W 2010 roku album został ponownie wydany przez wytwórnię Nuclear Blast, razem z trzecia płytą – Kadonnut Puutarha, jako dwupak.

### Tuuliset Tienoot (2005–2006)
Po sukcesie Ikuinen Virta zespół wydał drugi album. Ponownie w produkcji uczestniczył Erno Laitinen. Tuuliset Tienoot wydano 26 października 2005, rok później album otrzymał certyfikat złotej płyty. Utrzymał się na Top liście przez dwadzieścia siedem tygodni zajmując miejsce dwunaste. Płyta była promowana przez singiel Vuorien taa, który zajął 5. miejsce na top liście przebojów, oraz promo: Pidä kädestä i Niin tuleni teen. Do dwóch pierwszych utworów nakręcono teledyski, których reżyserem był Marko Mäkilaakso. Na singlu Vuorien taa można także znaleźć bonusową piosenkę- Nuorallatanssija.
Tuuliset Tienoot to według Jonsu, najbardziej radosny album zespołu. Podczas jego wydania zespół zaangażował się w kampanię Tarji Halonen, startującej do roli prezydenta Finlandii na drugą kadencję, Indica wzięła udział w koncercie Tarja Rock.

### Kadonnut Puutarha (2007)
Po dwóch latach, 21 marca został wydany trzeci album Indiki: Kadonnut Puutarha. Promowany przez: Linnasa Vanki (wraz z teledyskiem autorstwa Jesse Hietanen), Ulkona i Noita. Był to ciężki czas dla zespołu, który był targany częstymi kłótniami. Okres ten zakończył się jednak krótko po poznaniu Tuomasa Holopainena z Nightwish. 25 marca 2007 roku, po koncercie w Tavastia (Helsinki), Tuomas Holopainen poznał dziewczyny i przyznał, że jest ich fanem ich. Zaprosił on Jonsu do zaśpiewania w piosence Erämaan Viimeinen, która została wydana 5 grudnia 2007 roku jako singiel dostępny tylko na terenie Finlandii. Stało się tak ponieważ nowa wokalistka zespołu Nightwish – Anette Olzon – była Szwedką i nie zna fińskiego. Wkrótce Indica została zaproszona przez zespół do udziału w ich Scandivian Tour 2007 jako suport.
Album spędził na Top liście sześć tygodni, zajmując miejsce ósme, w 2010 został ponownie wydany przez Nuclear Blast.

### Valoissa i Pahinta Tänään (2008–2009)
Po zakończonej trasie z Nightwishem, zespół nawiązał dalszą współpracę z Tuomasem Holopainen, który został producentem ich kolejnej płyty: Valoissa. Czwarty album różnił się nieco od poprzednich, był nieco cięższy w brzmieniu. Do udziału w nim zaproszono Troya Donockleya, znanego ze współpracy z Nightwish.
Album został wydany 17 września 2008 roku i zajął 3. miejsce na Top liście przebojów, gdzie spędził sześć tygodni. Był on promowany singlami internetowymi: Pahinta Tänään i Valoissa oraz promo: 10 h myöhässä. Do wszystkich tych piosenek nakręcono klipy wideo z reżyserią Jesse Hietanen. Za stroje zespołu w teledysku „Pahinta Tänään” odpowiadała Anne Mari Pakhala z Illusion Costumes. Album został potem ponownie wydany przez Nuclear Blast.
11 marca 2009 roku Indica ponownie ruszyła w trasę z zespołem Nightwish. Tym razem była to druga połowa trasy Dark Passion Play, która obejmowała Europę. Zespół po raz pierwszy wystąpił z angielskimi wersjami swoich piosenek. Dzięki temu zdobył on fanów poza Finlandią, co sprawiło, że Indica zaczęła planować swój pierwszy anglojęzyczny album. 29 maja podczas pobytu Indiki w Japonii nakręcony został teledysk „Straight and Arrow”, który miał swoją premierę 26 kwietnia 2010. Reżyserią zajął się Denis Goria.
21 października 2009 wydano pierwszą i jedyną jak do tej pory kompilację: Pahinta Tänään. Na płycie znalazło się dziewięć piosenek ze starych albumów i trzy nowe, oraz cover grupy Popeda – Kersantti Karolina. Kompilacja była promowana przez utwory: Valokeilojen vampyyri, starą piosenkę napisaną przez Jonsu kiedy miała 15 lat, oraz Murheiden maa.
Pod koniec roku 2009 Indica wystąpiła na dwóch niemieckich festiwalach, m.in. na Bochum Total gdzie zaprezentowała pierwsze wersje piosenek do A Way Away.

### A Way Away (od 2010)
4 grudnia 2009 roku Indica oświadczyła, że podpisała kontrakt z niemiecką wytwórnią metalową – Nuclear Blast. Zapowiedziała także swój pierwszy anglojęzyczny album – A Way Away, którego producentem był Tuomas Holopainen. Płyta zawiera dziesięć utworów nagranych na melodię starych przebojów zespołu. W słowach Jonsu pomógł Rory Winston, amerykański poeta i pisarz. Po raz pierwszy w swojej karierze Indica użyła do piosenek chóru i orkiestry Royal London Orchestra, prowadzonej przez Pipa Williamsa.
Indica promowała swój album podczas trasy w Europie, podczas której po raz pierwszy wystąpiła na dużych festiwalach: Twilight Fan Event, Leipzig Wave Gotik Treffen czy Nürburg Rock am Ring. Wkrótce wydano singiel In Passing oraz teledysk do tego samego utworu, nakręcony przez Patricka Ulleausa. Nadchodzący album był promowany na ogromnych bannerach w Helsinkach i Braunschweigu. W międzyczasie nakręcono wideo do Islands of light, który wydano jako promo i zaprezentowano teledysk do „Straight And Arrow”.
2 czerwca A Way Away miało swoją premierę w Finlandii, natomiast 26 na całym świecie. Album zajął 8 miejsce na Top liście w Finlandii, 20 w Niemczech i miejsca we Francji, Grecji, Austrii i Szwajcarii. Album został wydany w typowych dla Nuclear Blast różnych edycjach: zwykłe CD, CD+DVD, edycja z pamiętnikiem oraz limitowana do 1000 sztuk edycja z walizką. Jako bonus dodane zostały piosenki Outside In (w wersji CD+DVD) oraz Nursery Crimes (winyl i pobieranie na I-Tunes, japońska edycja). Wkrótce, 10 września, wydano drugi singiel: Precious Dark oraz nakręcono do niego wideo, którego reżyserią zajął się Martin Müller. Słowa do piosenki napisał Tuomas Holopainen, na internetowym singlu znalazły się bonusowe utwory: Breath i cover Kate Bush- Wutherning Heights.
W 2011 roku Indica miała niewiele koncertów. Zespół chciał odpocząć po pracowitym roku, od wydania A Way Away. W międzyczasie Jonsu zaczęła komponować nowy album, zaśpiewała też gościnnie razem z Jukka Poika w piosenkach: Sydänten tiellä i Bridge of Memories, do których napisała też słowa. Utwory zostały użyte w dokumencie „Bohemian Eyes”. 10 lipca Indica zagrała po raz pierwszy w Polsce na Seven Festiwal w Węgorzewie. We wrześniu wokalistka zespołu wzięła udział w programie Kuorosota, który jest fińską wersją „Clash of the Choirs”. 15 października zespół obchodził swoje dziesiąte urodziny, z tej okazji zamieszczono na facebooku zdjęcia podsumowujące karierę Indiki. W listopadzie zaczęła się produkcja do nowego albumu z Rolandem Sprembergiem, który został producentem nowej płyty.
W styczniu 2012 roku zaczęły się nagrania do nowego albumu w Petraxie, Finlandii. Następnie kontynuowano je w Hamburgu, w czerwcu. Zakończono je we wrześniu. Nowy album miał się ukazać w roku 2013.

## Dyskografia

### Albumy
| Rok                            | Tytuł                                                                                | Pozycja na liście | Pozycja na liście | Pozycja na liście | Pozycja na liście | Pozycja na liście | Pozycja na liście | Certyfikat     |
| Rok                            | Tytuł                                                                                | DEU               | FIN               | AUT               | CHE               | FRA               | GRE               | Certyfikat     |
| ------------------------------ | ------------------------------------------------------------------------------------ | ----------------- | ----------------- | ----------------- | ----------------- | ----------------- | ----------------- | -------------- |
| 2004                           | Ikuinen virta - Data: 16 sierpnia 2004 - Wydawca: Sony BMG Finland                   | –                 | 4                 | –                 | –                 | –                 | –                 | - FIN: platyna |
| 2005                           | Tuuliset tienoot - Data: 26 października 2005 - Wydawca: Sony BMG Finland            | –                 | 12                | –                 | –                 | –                 | –                 | - FIN: złoto   |
| 2007                           | Kadonnut puutarha - Data: 21 marca 2007 - Wydawca: Sony BMG Finland                  | –                 | 8                 | –                 | –                 | –                 | –                 |                |
| 2008                           | Valoissa - Data: 17 września 2008 - Wydawca: Sony BMG Finland                        | –                 | 3                 | –                 | –                 | –                 | –                 |                |
| 2009                           | Pahinta tänään (kompilacja) - Data: 21 października 2009 - Wydawca: Sony BMG Finland | –                 | –                 | –                 | –                 | –                 | –                 |                |
| 2010                           | A Way Away - Data: 2 czerwca 2010 - Wydawca: Nuclear Blast                           | 20                | 8                 | 52                | 32                | 185               | 45                |                |
| 2014                           | Shine/Akvaario - Data: 24 stycznia 2014 - Wydawca: Nuclear Blast                     | 99                | 3                 | –                 | –                 | –                 | –                 |                |
| „–” pozycja nie była notowana. |                                                                                      |                   |                   |                   |                   |                   |                   |                |

### Single
| 2004                           | „Scarlett”              | 14 | – | Ikuinen virta               |
| 2004                           | „Ikuinen Virta”         | 8  | – | Ikuinen virta               |
| 2005                           | „Vettä Vasten”          | –  | – | Ikuinen virta               |
| 2005                           | „Ihmisen Lento”         | –  | – | Ikuinen virta               |
| 2005                           | „Vuorien Taa”           | 5  | – | Tuuliset tienoot            |
| 2005                           | „Pidä Kädestä”          | –  | – | Tuuliset tienoot            |
| 2005                           | „Niin Tuleni Teen”      | –  | – | Tuuliset tienoot            |
| 2007                           | „Linnansa Vanki”        | –  | – | Kadonnut Puutarha           |
| 2007                           | „Noita”                 | –  | – | Kadonnut Puutarha           |
| 2007                           | „Ulkona”                | –  | – | Kadonnut Puutarha           |
| 2008                           | „Pahinta Tänään”        | –  | – | Valoissa                    |
| 2008                           | „Valoissa”              | –  | – | Valoissa                    |
| 2008                           | „10 h myöhässä”         | –  | – | Valoissa                    |
| 2009                           | „Valokeilojen vampyyri” | –  | – | „Pahinta tänään – kokoelma” |
| 2009                           | „Murheiden Maa”         | –  | – | „Pahinta tänään – kokoelma” |
| 2010                           | „In Passing”            | –  | 4 | A Way Away                  |
| 2010                           | „Precious Dark”         | –  | – | A Way Away                  |
| „–” pozycja nie była notowana. |                         |    |   |                             |

## Teledyski
| Rok  | Tytuł                   | Reżyseria        | Album                     |
| ---- | ----------------------- | ---------------- | ------------------------- |
| 2004 | „Scarlett”              | Kusti Manninen   | Ikuinen virta             |
| 2005 | „Ikuinen virta”         | Kusti Manninen   | Ikuinen virta             |
| 2006 | „Vuorien taa”           | Marko Mäkilaakso | Tuuliset tienoot          |
| 2006 | „Pidä kädestä”          | Marko Mäkilaakso | Tuuliset tienoot          |
| 2007 | „Linnansa vanki”        | Jesse Hietanen   | Kadonnut puutarha         |
| 2008 | „Pahinta tänään”        | Jesse Hietanen   | Valoissa                  |
| 2008 | „Valoissa”              | Jesse Hietanen   | Valoissa                  |
| 2008 | „10 h myöhässä”         | Jesse Hietanen   | Valoissa                  |
| 2009 | „Valokeilojen vampyyri” | Jesse Hietanen   | Pahinta tänään – kokoelma |
| 2009 | „Straight and arrow”    | Denis Goria      | A Way Away                |
| 2010 | „In Passing”            | Jesse Hietanen   | A Way Away                |
| 2010 | „In Passing”            | Patric Ullaeus   | A Way Away                |
| 2010 | „Islands of light”      | Patric Ullaeus   | A Way Away                |
| 2010 | „Precious dark”         | Martin Müller    | A Way Away                |